# Onthophagus tagal
Onthophagus tagal là một loài bọ cánh cứng trong họ Bọ hung (Scarabaeidae).